# Tablelands Highway
Tablelands Highway - droga stanowa nr 11, w Australii, na obszarze Terytorium Północnego. Droga łączy osadę Cape Crawford, przy skrzyżowaniu z drogą krajową Highway 1, na odcinku Carpentaria Highway z osadą Barkly Homestead, przy skrzyżowaniu z drogą krajową nr 66, Barkly Highway.